# Pomník mistra Jana Husa
Pomník mistra Jana Husa od Ladislava Šalouna stojí v Praze 1 na Staroměstském náměstí. Byl odhalen roku 1915, k pětistému výročí Husova upálení. Od roku 1962 je chráněn jako národní kulturní památka v rámci celého Staroměstského náměstí.

## Historie

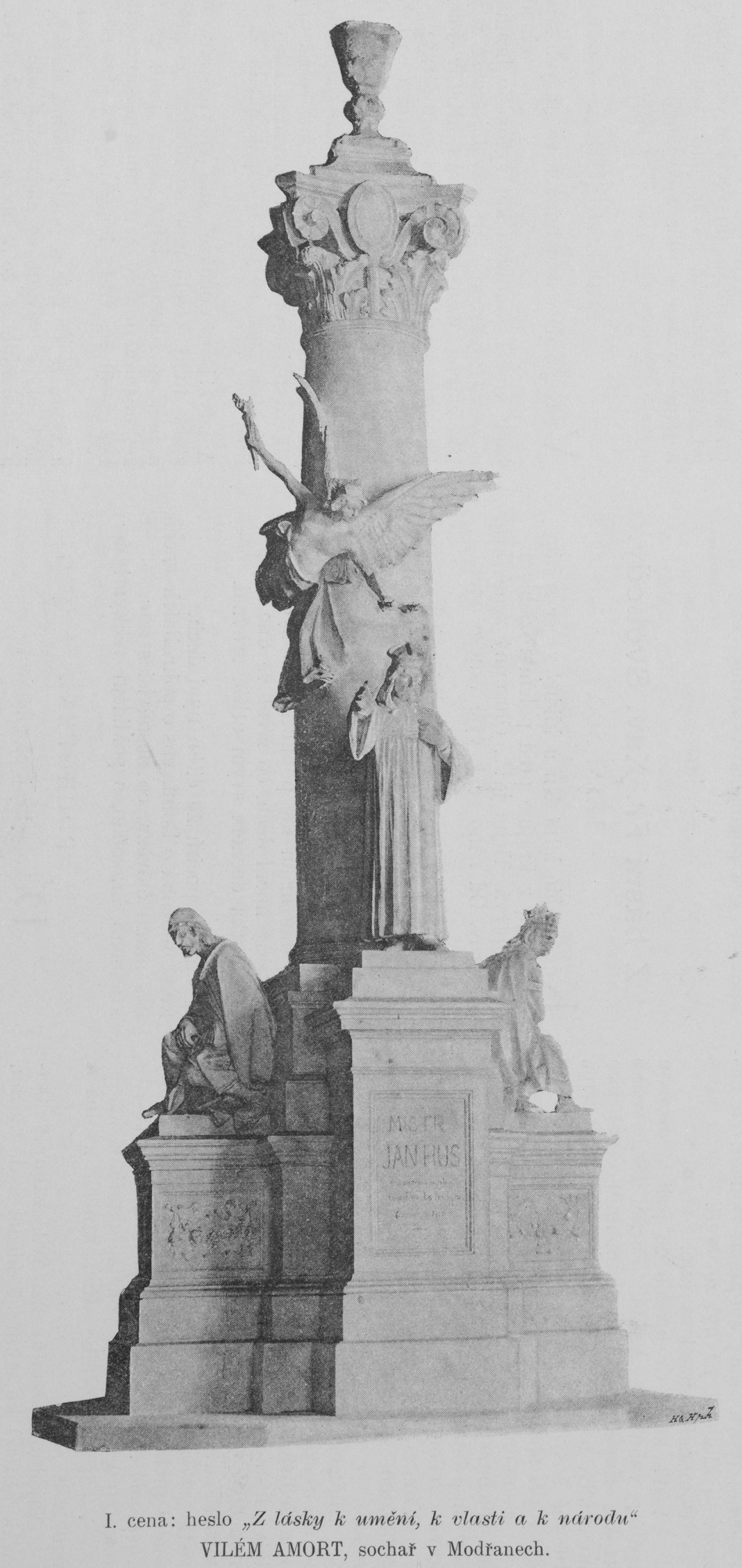
Nezrealizovaný návrh V. Amorta

Na počátku stavby pomníku vznikla politická roztržka, která se táhla od roku 1889. 25. listopadu toho roku, po zasedání zemského sněmu, probíhala diskuse o umístění pamětní desky Jana Husa na budovu Národního muzea. Princ Karel Schwarzenberg se při této příležitosti vyjádřil neuctivě o husitech, které označil za „bandu lupičů a žhářů“. Jeho výrok vyvolal bouřlivý odpor mezi mladočechy; jako reakce vzniklo rozhodnutí postavit Husovi v Praze pomník. 31. května 1890 byl na Staroměstské radnici ustanoven Spolek pro zbudování pomníku Mistra Jana Husa; do jeho čela byl zvolen Vojtěch Náprstek.
Finanční prostředky pro vybudování pomníku byly obstarány prostřednictvím veřejné sbírky. První soutěž na návrh pomníku byla vypsána již roku 1891; pomník měl stát na Malém náměstí. Vítězný návrh sochaře Vilíma Amorta však nebyl realizován, neboť přetrvávaly spory o nejlepší umístění pomníku.
Kromě Malého náměstí bylo pro pomník navrhováno i Václavské náměstí, Betlémské náměstí a konečně Staroměstské náměstí, na něž nakonec padla definitivní volba. Pomník měl být umístěn mezi Palác Kinských a Mariánský sloup.
Druhá soutěž byla vyhlášena v roce 1900. Svoje návrhy do ní zaslali mj. Bohuslav Schnirch, Stanislav Sucharda, Jan Kotěra a Ladislav Šaloun, jehož projekt byl vyhodnocen jako nejlepší. Zpracováním návrhu podstavce byl pověřen architekt Antonín Pfeifer. Základní kámen k pomníku byl položen při slavnostech 4. a 5. července 1903 základ byl dokončen roku 1911; pomník měl být slavnostně odhalen o 12 roků později, 6. července 1915, v čase 500. výročí Husovy smrti.
Skutečné odhalení s velkolepou oslavou před pomníkem se však za války konat nemohlo, oslavovala se tedy jen „při zavřených dveřích“ v zasedací síni Staroměstské radnice. Valná hromada Spolku přijala usnesení, že „veškeré slavnosti s odhalením pomníku Mistra Jana Husi spojené, odkládají se na dobu příhodnější,“ čímž byla míněna doba po skončení války. V Československé republice se pak slíbené velké slavnostní odhalení Husova pomníku už nikdy nekonalo, přičemž 3. listopadu 1918 strhnutí Mariánského sloupu drastickým způsobem „vyřešilo“ spor, zda mohou stát oba pomníky vedle sebe. Pozdější významné události se pak soustředily spíše na Václavské náměstí nebo ke Staroměstské radnici. Husův pomník se tak stal „spíše němým svědkem událostí, které se na Staroměstském náměstí dály, nikoliv, jak si jeho budovatelé představovali, symbolem vstupu českého národa do řad evropských vyspělých národů“, řečeno termínem P. Nory, místem historické paměti, prominentním centrem národních oslav, manifestací a shromáždění.
Na podstavci pomníku vybuchla 2. června 1990 bomba. Zraněno bylo 18 osob, z toho jedna těžce. Pachatel nebyl dopaden.

## Popis
Secesní bronzový pomník znázorňuje Jana Husa stojícího uprostřed skupiny postav; ty symbolizují jednak husity (postavy blíže k Týnskému chrámu), jednak pobělohorské emigranty (postavy blíže k popravčímu místu z r. 1621). Hus pohledem směřuje k Týnskému chrámu, který byl v 15. století centrem kališníků; na této straně je umístěna i skupina bojovníků. Naopak porobení emigranti se nacházejí blíže k místu popravy 27 pánů roku 1621 po stavovském povstání.
Celé sousoší je umístěno na širokém žulovém podstavci přibližně eliptického tvaru. Po obvodu jsou vytesány nápisy: „Milujte se, pravdy každému přejte“ (m. Jan Hus), „Věřím, že vláda věcí Tvých k Tobě se zase navrátí, ó lide český“ (Jan Amos Komenský; nápis byl doplněn až v době samostatného Československa v roce 1926), a část textu chorálu Ktož jsú boží bojovníci.
Pomník je uvnitř dutý, sestavený z bronzových plátů, spojených šrouby.
Celý pomník prošel v letech 2013–15 náročnou rekonstrukcí, při které byly vyměněny zrezivělé šrouby a zděné podpěry byly nahrazeny nerezovými podpěrami.
Před pomníkem za 2. sv. války byla požární nádrž, která byla plněna dešťovou vodou a kolem bylo na kamenném základu dřevěné zábradlí. Nádrž byla zasypána v průběhu 70. let a dřevěné zábradlí sejmuto. Na místě zasypané nádrže dnes je trávník, ohrazený zídkou.